# 한양대학교 건물과 시설 목록
다음은 한양대학교의 건물과 시설 목록이다.

## 서울캠퍼스

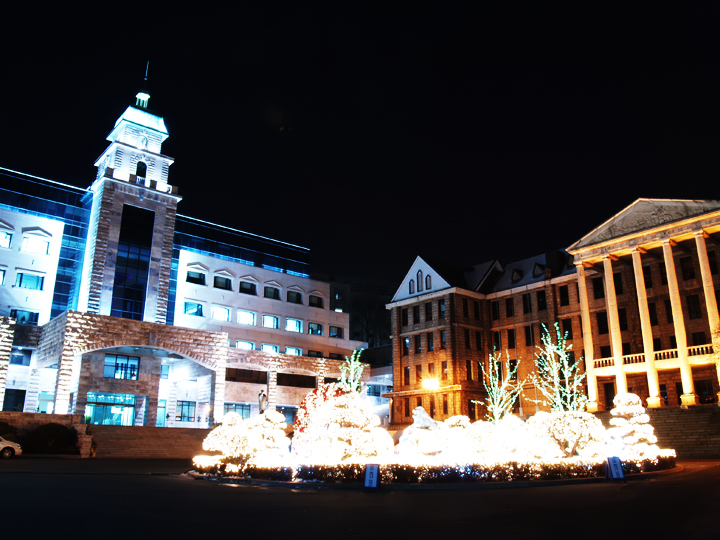
한양대학교 본관의 야경

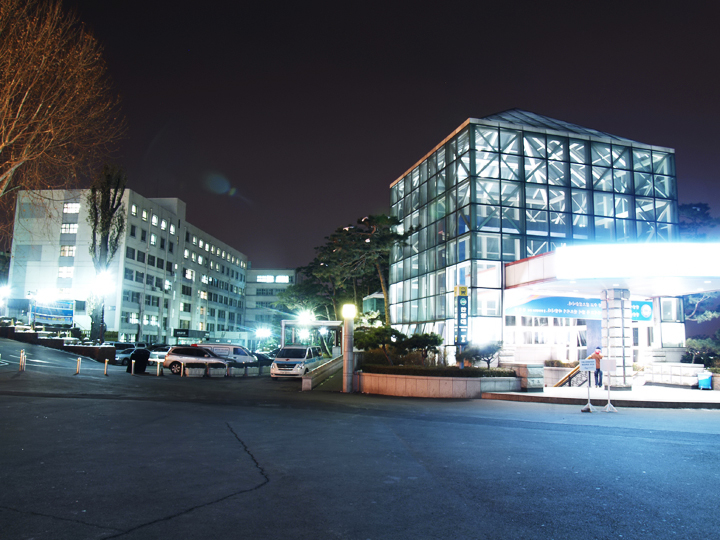
애지문과 국제학부 건물

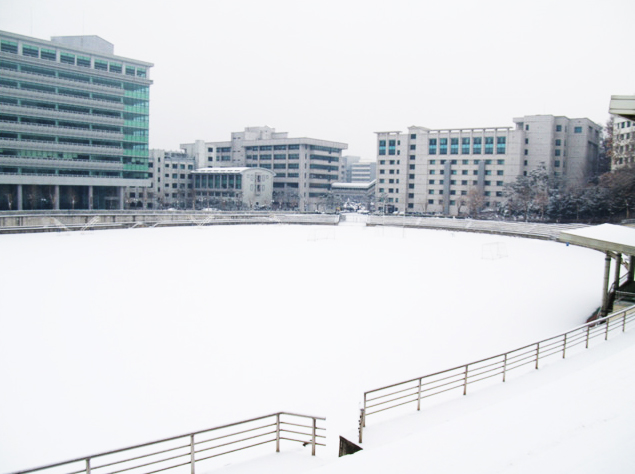
공과대학 관련 건물들

### 주요건물
- 본관/신본관 : 신본관은 2009년 완성되었으며 총장실을 비롯한 학교의 행정기관이 이곳에 있다.
- 중앙도서관(백남학술정보관)
- 법학학술정보관
- 한양과학기술원(HIT) : 이공계 관련 학문과 관계가 밀접한 건물, 산학협력단 및 중소업체가 입주해 있으며 연구실, 대회의실, CLUB H등이 이 건물에 있다.
- 퓨전테크놀로지센터(FTC) : 융합학문 연구센터, 일본 이화학연구소(RIKEN)가 입주해 있으며, 2009년 일본 아소 다로 총리가 이곳을 방문하기도 했다.[1] 300mm급 반도체 공정장비가 세계대학으로는 두 번째로 도입되었다. 자세한내용은 해당문서를 참조
- 애지문 : 서울 지하철 2호선 한양대역 2번출구, 교내(본관앞)로 연결되어있다.

### 학습시설
- 도서관
  - 백남학술정보관 : 중앙도서관의 역할을 하는 건물 한양대학교 정중앙이자 최고도지역에 위치. 전자정보 검색실, 스터디룸 등의 시설이 있다.
  - 법학학술정보관 : 로스쿨 개원에 발맞춰 2008년 개관. 법과대학과 경제금융대학 사이에 있다.
  - 의학학술정보관 : 의과대학 본관 2층에 위치
    - 의학학술정보관 구리분관 : 한양대학교 구리병원 본관 12층에 위치

  - 자연과학대학 도서관 : 자연과학대학 202호에 위치
  - 사회과학대학 도서관 : 사회과학대학 1층에 위치
  - 인문과학대학 도서관 : 인문대 지하 1층에 위치
  - 경영대 도서관 : 경영대학 건물 2층에 위치
  - 경제금융대학 도서관 : 경제금융대학 건물 3층에 위치
  - 정보통신대학 도서관 : 정보통신관 4층에 위치
  - 공과대학 도서관 : 제1 공학관 1층에 위치
- 스터디룸
  - 스터디룸(백남학술정보관) : 백남학술정보관 지하 1층 휴게실에 위치
  - 스터디룸(법학학술정보관) : 법학학술정보관에 위치
  - 스터디룸(경영대) : 경영관에 위치
- 전산실 / 시청각실
  - 백남학술정보관 전자정보검색실 : 백남학술정보관 1층
  - 법학학술정보관 전자정보검색실 : 법학학술정보관 2층
  - 자연과학대학 전산실 : 자연과학대학 구관 1층 / 레이저 컬러 프린터 출력가능
  - 인문과학대학 시청각실 : 인문과학대학 1층
  - 법학대학 전산실 : 제 3법학관 1층
  - 정보통신대학 전산실 / 인터넷 카페 : IT/BT관 2층 5층
  - 공과대학 전산실 : 제1공학관 3층
  - 제2공학관 PC개방실 : 제2공학관 4층
  - 사범대학 PC실 : 사범대학 2층
  - 사범대학 별관 디지털자료실 : 사범대학 별관 3층
- 라운지
  - 신한 라운지 : 경영관 2층에 위치
  - 한양사이버대학 라운지 : 한양사이버대학교 신축교사 1~3층에 위치

### 식당시설
- 학생식당
  - 학생식당 : 한양플라자 3층에 위치
  - 사랑방 : 학생회관 3층에 위치
  - 나누리 : 행원파크 지하 1층에 위치
  - 신 학생식당 : 신소재 공학관 지하 1층에 위치
  - 제 2 생활관 기숙사 식당 : 제2생활관 1층에 위치
- 교직원식당
  - 교직원 식당 : 생활과학대학 7층에 위치, 서울의 전망을 감상할 수 있는 장소로도 유명하다
  - 신 교직원 식당 : 신소재 공학관7층에 위치
  - CLUB H : HIT 6층에 위치, 프라자호텔에서 직영으로 운영한다.
- 기타 식당시설
  - 한양식당 : 병원건물에 위치
  - 한양대학교병원 구내식당 : 병원건물 지하1층에 위치
  - 김밥천국 : 한양플라자 1층에 위치
  -  : 한양플라자 1층에 위치

### 편의/복지시설
금융시설
- 신한은행 동문회관점 : 동문회관 3층에 위치
- 신한은행 한양여대점 : 행원스퀘어 지하1층에 위치
- 신한은행 ATM : 백남학술정보관 1층, 생활과학대학 1층,행원파크 지하1층, 신소재공학관 지하1층, 대학원 1층, 한마당에 위치
- 국민은행 ATM : 한마당에 위치

복지시설
- 학생회관 : 한양 서비스센터, 사랑방 학생식당, 중식당, 총학생회실 및 언론기관들이 있다.
- 한양플라자 : 학생복지시설, 학생식당, 기념품점, 소극장, 우체국, 동아리방, 취업지원센터, 편의점
- 행원파크 : 나누리 학생식당, 골프연습장, 인공폭포, 분수대, 녹지시설, 커피숍, 편의점

녹지시설
- 행원파크 : 지하주차장, 지상녹지시설, 분수 및 인공폭포 각 1개소
- 정문 분수대 : 계단분수대 / 일반 분수대 2기가 위치
- 행원파크 분수대 : 일반 분수대
- 인공폭포 : 행원파크에 위치
- 진사로 : 나무계단, 녹지, 쉼터등이 위치
- 인문대 쉼터 : 인문대-정력계단 중간에 위치
- 138계단 쉼터 : 박목월 시비가 있음, 138계단 중간지점에 위치

커피숍 / 베이커리
- 로즈버드 한양플라자점 : 한양플라자 1층에 위치
- 프리페레 : 한양플라자 1층에 위치
- Museum Cafe : 박물관 옆 야외에 위치
- 로즈버드 대학병원점 : 한양대학교 병원 본관 1층에 위치
- 로즈버드 한양여대점 : 행원스퀘어에 위치
- 커피 빌리지 : 행원파크 지하 1층에 위치
- 쿠벅 학술정보관점 : 제 1 공학관, 백남학술정보관, 생활과학대학 중앙에 위치
- 마고스 커피 한양사이버대학점 : 한양사이버대학교 제 2 교사 1층에 위치
- 르방 베이커리 : 한양플라자 1층에 위치
- 신라명과 : 행원스퀘어에 위치
- 호두과자 : 한양플라자 3층에 위치
- 크라운베이커리 한양대학교병원점 : 한양대학교병원 본관 3층에 위치

매점 / 편의점
- CU  한양플라자점 : 한양플라자 1층에 위치
- 미니스톱 대학병원점 : 한양대학교 병원 본관 3층에 위치
- CU 신소재공학관점 : 신소재 공학관 지하 1층에 위치
- CU 학술정보관점 : "사자가군것질할때"라는 별칭을 가지고 있으며 주로 줄여서 "사군"이라고도 한다. 제 1 공학관, 백남학술정보관, 생활과학대학 중앙에 위치 2014년 9월이전에는 미니스톱으로 운영을 해왔다.
- 미니스톱 한양사이버대학점 : 한양사이버대학교 제2교사 1층에 위치
- 인문대 매점 : 자연대, 인문대 사이 혁신광장(청년광장)에 위치
- 경영대 매점 : 행원파크 지하 1층에 위치
- 경금대 매점 : 경제금융대학 야외에 위치 2009년 7월 한양사이버대학교 제2 교사로 이전
- 체육대학 매점 : 올림픽 체육관 2층에 위치
- 제2 공학관 매점 : 제 2 공학관, 노천극장 사이에 위치
- 한양여대 매점 : 행원스퀘어 지하 1층에 위치

샤워시설
- 퓨젼테크놀로지센터 4~12층
- 노천극장 1층
- 정보통신관 전층
- 자연과학대학 지하 1층 / 6층
- 경금대 5층
- 인문대 지하 1층
- 경영대 지하 1층
- 제2음악관 4층
- 사범대 4층
- 한양플라자 4층

서점 / 문구점
- 구내 서점 학생회관점 : 학생회관 1층에 위치
- 구내 서점 동문회관점 : 동문회관 3층에 위치
- 구내 문구점 학생회관점 : 학생회관 1층에 위치
- 구내 문구점 동문회관점 : 동문회관 3층에 위치
- 구내 문구점 신소재공학관점 : 신소재 공학관 지하1층에 위치

복사실
- 인문대 지하 1층
- 정보통신관 1층
- 한양플라자 1층
- 백남학술정보관 지하 1층
- 제1공학관 1층
- 공업센터 본관 4층
- 신소재공학관 지하 1층
- 학생회관 2층
- 경제금융대학 지하 1층
- 의과대학 계단강의동 2층

기타
- 기념품점 : 한양플라자 1층
- 휴대폰 판매점 : 한양플라자 1층
- 구내 여행사 : 한양플라자 3층
- 구내 시계판매점 : 한양플라자 1층
- 구내 사진부 : 한양플라자 1층

### 공연시설
상설공연시설
- 노천극장 : 제2 공학관 앞에 위치, 2003년 리모델링을 했으며 한양가요제, MBC FM4U 공개방송등 비중이 큰 공연이 이곳에서 열린다. 응원단 등의 공연관련 동아리방이 이곳에 위치.
- 백남음악관 : 음악대학 앞에 위치
- 한양예술극장 : 정보통신관 1층 - 올림픽 체육관 1층에 위치
- 소극장 : 한양플라자 1층에 위치
- 콘서트홀 : 학생회관 4층에 위치

임시공연시설
- 한마당
- 올림픽체육관

## 에리카캠퍼스

### 주요건물
- 본관
- 안산학술정보관
- 게스트하우스 : 학교내에 행사와 학연산클러스터에 입주해 있는 산업체를 위해 만들었으며 숙소 및 컨벤션 시설, 사회교육원/국제어학원, 산업경영디자인대학원이 이 곳에 있다.
- 컨퍼런스홀
- 학연산클러스터 지원센터
- 창의인재교육원 : 2006년부터 신입생들을 대상으로 의무 기숙사제도가 시행되고 있으며, 신입생들은 이 곳에서 FinD-SELF라는 교육프로그램을 통해 대학생활의 기본적인 소양을 배울 수 있다.[2]
- 호수공원 : 에리카캠퍼스에 위치한 호수시설. 분수대가 가동되고 있다.

이외의 캠퍼스 내에 LG부품소재연구소와 한국생산기술연구원, 한국전기연구소, 한국산업기술시험원, 경기테크노파크등의 학연산cluster가 있다.

### 학습시설
도서관
- 안산학술정보관 열람실
- 독서실
  - 경상대학 1층
  - 언론정보대학 3층
  - 과학기술대학 5층

라운지 (스터디룸)
PC실
- 경상대학 3층
- 언론정보대학 3층
- 국제문화대학 1층
- 과학기술대학 5층
- 디자인대학 디자인교육관 2층

### 식당시설
- 학생식당 : 학생복지관 부속건물(식당동) 1층과 2층에 위치. 주로 1층은 한식류, 2층은 양식류를 판매.
- 녹두꽃 : 학생복지관 1층에 위치.
- 교직원식당 : 학생복지관 2층에 위치
- 창업보육센터 식당 : 창업보육센터 지하1층에 위치
- 기숙사 식당 : 창의인재교육원 1층, 1학생생활관 식당동 1층에 위치
- 테크노파크 식당

### 편의/복지시설
금융시설
- 신한은행 한양대학교 출장소 : 학생복지관 지하1층 (Lion's Lake 기준 1층)
- 기업은행 경기테크노파크 출장소
- 신한은행 ATM : 셔틀콕(Shuttle Coke), 신한은행 한양대학교 출장소에 위치
- 우체국 ATM : 한양서비스센터에 위치

복지시설
- 실용영어교육관 : 한양 서비스센터(학생복지관으로 이전), 취업센터
- 학생회관 : 학생처와 사회봉사단, 한양상담센터와 총학생회/총여학생회실,생활체육대회 학생회실, 관현악동아리인 Angelus와 한양문화사랑, 언론기관등이 있다.
- 학생복지관 : 학생복지시설, 학생식당, 기념품점, 콘서트홀, 우체국, 동아리방, 신한은행, 이디야 커피(커피숍)
- 셔틀콕 : 김밥나라, 커피숍

매점 / 편의점
- 훼미리마트 한양대셔틀콕점 : 셔틀콕 1층에 위치
- 훼미리마트 한양대기숙사점 : 창의인재교육원 1층에 위치
- 언정대 매점 : 언론정보대학 지하 1층에 위치
- 공학대 매점 : 제 3공학관 지하 1층에 위치
- 디자인대 매점 : 디자인문화관 1층에 위치. 이곳에서는 매점은 물론 문구점, 커피숍이 결합되어 있는 형태이다.

커피숍
- 쿠벅 셔틀콕점
- 쿠벅 디자인대점 : 디자인 문화관 1층에 위치
- 쿠벅 학생복지관점